# Беклунд
Беклунд (нім. Böklund) — громада в Німеччині, розташована в землі Шлезвіг-Гольштейн. Входить до складу району Шлезвіг-Фленсбург. Складова частина об'єднання громад Зюдангельн.
Площа — 7,88 км2. Населення становить 1667 ос. (станом на 31 грудня 2020).

## Галерея

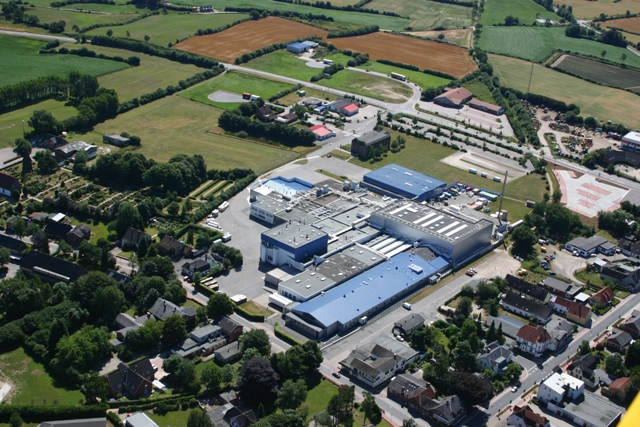
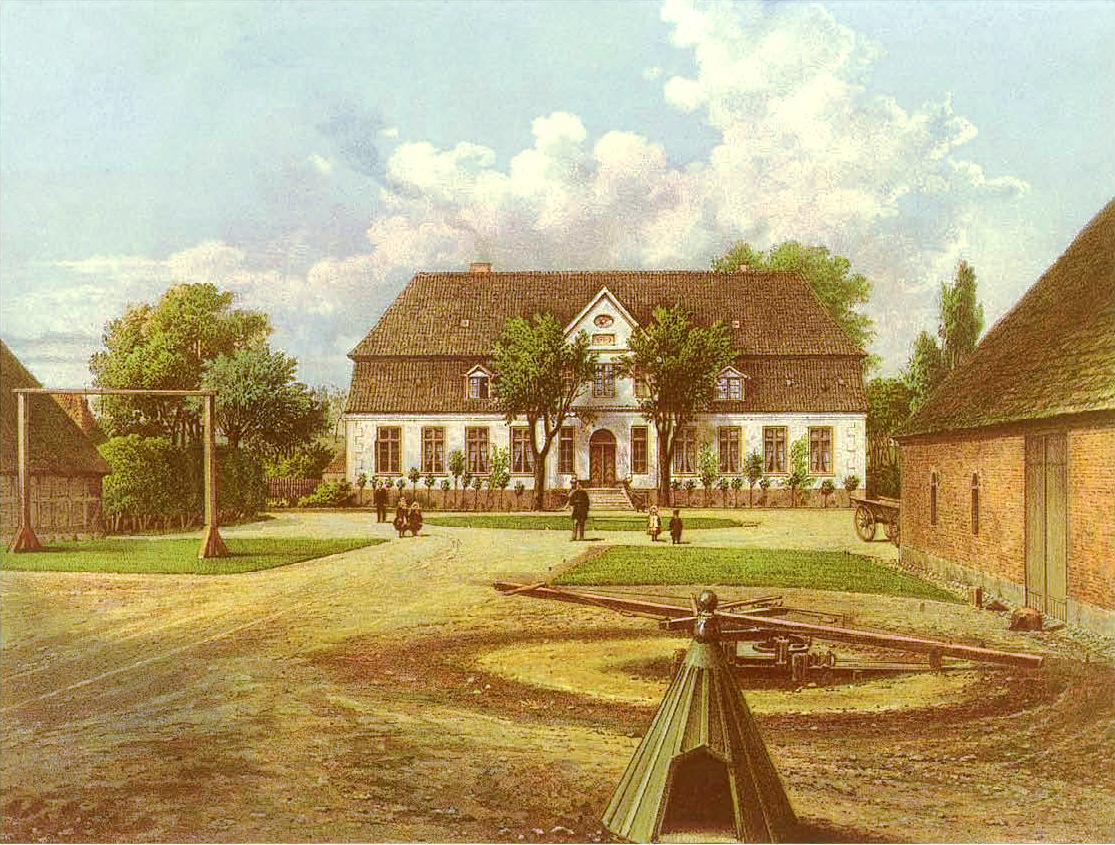